# Treves Blues Band
La Treves Blues Band è un gruppo musicale italiano, riconosciuto come la prima band blues italiana.

## Storia
Il gruppo è nato nel 1975 nella zona milanese su iniziativa di Fabio Treves.
Nel 1976 esce il primo disco della band, dal titolo omonimo Treves Blues Band che presenta il gruppo milanese al pubblico del blues.
Un anno importante per la band è il 1980, quando al Palasport di Torino si svolge e viene registrata l'esibizione della Treves Blues Band con il chitarrista statunitense Mike Bloomfield. Il disco che ne esce è riconosciuto come uno dei più importanti per quanto riguarda il blues italiano.
Nel 1988 il gruppo fa da supporto all'armonicista di Chicago James Cotton, al chitarrista Stevie Ray Vaughan e ad altri artisti come Little Steven della band di Bruce Springsteen, E Street Band. Lo stesso anno arriva anche l'incontro con Frank Zappa che invita l'armonicista milanese a suonare nei suoi concerti italiani di Milano e Genova.
Negli anni a venire si consolida una collaborazione con l'artista Cooper Terry, chitarrista e armonicista texano trasferitosi negli anni settanta in Europa, dove ha svolto la sua attività musicale, soprattutto in Italia. Questa collaborazione giunge al suo apice nel 1991, quando esce il disco Live che sancisce la collaborazione "ufficiale" tra Treves e l'artista texano.
Nel 1992 il gruppo si esibisce negli U.S.A. a Memphis, (Tennessee), dove partecipa al "Beale Street Music Festival" e si avvicenda sul palco ad artisti della musica internazionale quali Buddy Guy, Johnny Winter, Kim Wilson, Koko Taylor, Al Green, Lonnie Brooks.
L'attività prosegue sul piano concertistico in Italia e all'estero, con continue collaborazioni con artisti di vario genere e diversa provenienza, come Eddie Boyd, Sunnyland Slim, Johnny Shines, Dave Kelly. Il blues della band arriva anche a influenzare la musica italiana,  attraverso le collaborazioni di Treves con Angelo Branduardi, Pierangelo Bertoli, Eugenio Finardi, Francesco Baccini, Ivan Graziani e molti altri.
L'intensa attività concertistica porta nel 1996 alla pubblicazione dell'album dal vivo Live!.
Nel 1999 il gruppo registra un nuovo album in studio, Jeepster, che raccoglie pezzi storici della band, ovvero le cover di Summertime Blues, Flip Flop and Fly, I Don't Want You to Be My Girl, e brandi propri, come Downtown Shuffle e Suzeeing, scritti dallo stesso Treves.
Nel 2001 viene pubblicato Blues Again, che contiene molti pezzi scritti direttamente dalla band, quali Fool Around eShe's My Bab, opera di Treves, oltre a Endless Love, Leave My Troubles Behind e il brano che dà il titolo all'album, Blues Again, opera del chitarrista Alex "Kid" Gariazzo.
Nel 2004 in occasione del trentesimo anniversario il gruppo pubblica l'album Bluesfriends.
Nel 2008 la band si esibisce allo Spaziomusica, storico locale di Pavia e 12 anni dopo Live! pubblica un altro album dal vivo, Live 2008, un doppio CD che contiene classici come Flip Flop and Fly, Walkin Blues, Bayou Blood, Shame Shame Shame.
Nel 2009, in occasione del suo 35º anniversario (e contemporaneo compleanno dello stesso Fabio Treves), la band si esibisce presso il Bloom di Mezzago. Nel 2008 e nel 2010 il gruppo partecipa alla  manifestazione Blues in Idro (di cui Fabio Treves è direttore artistico) presso l'Idroscalo di Milano.
Nel 2011 Fabio Treves realizza lo spettacolo musicale Blues in teatro, un tour nei teatri di tutta Italia, da cui è stato registrato l'omonimo album dal vivo Blues in teatro.
Il 12 agosto 2019 il gruppo si esibisce sulla "zattera" del lago di Terrasole presso Limone Piemonte (Cuneo).

## Formazione attuale
- Fabio Treves – armonica a bocca, voce
- Alessandro Gariazzo – chitarra, mandolino, lap steel, ukulele, voce
- Massimo Serra – batteria

## Discografia

### Album in studio
- 1976 - Treves Blues Band
- 1979 - Two
- 1985 - 3
- 1999 - Jeepster
- 2001 - Blues Again
- 2004 - Bluesfriends
- 2006 - Blues Notes

### Album dal vivo
- 1980 - Live
- 1996 - Live!
- 2008 - Live 2008
- 2011 - Blues in teatro

### Singoli
- 2011 - Hey Me Hey Mama